# Hot Springs State Park
Der Hot Springs State Park grenzt nordwestlich an Thermopolis im Hot Springs County des US-Bundesstaates Wyoming. Der Park wurde 1897 gegründet und ist 420 ha (bzw. 1039 acres) groß. Der Höhenunterschied innerhalb des State Parks liegt zwischen 1458 m am T Hill und 1320 m.
Die heißen Mineralquellen im Park haben eine Schüttung von 300 Hektoliter am Tag. Ein Teil des konstant 53 °C warmen Wassers wird in Becken zum Abkühlen geleitet, bevor es mit 40 °C, vom angrenzenden Badebetrieb für therapeutische Zwecke genutzt wird. Der andere Teil fließt über Travertinkaskaden in den Bighorn River, der den Park von Süden nach Norden durchquert. Eine Hängebrücke für Fußgänger, genannt The Swinging Bridge verbindet die beiden Ufer mitsamt einem 10 km umfassenden barrierefreien Wegenetz.
Zum Park gehört auch eine Bisonherde mit 24–27 ausgewachsenen Tieren und zwischen 10 und 15 Kälbern.

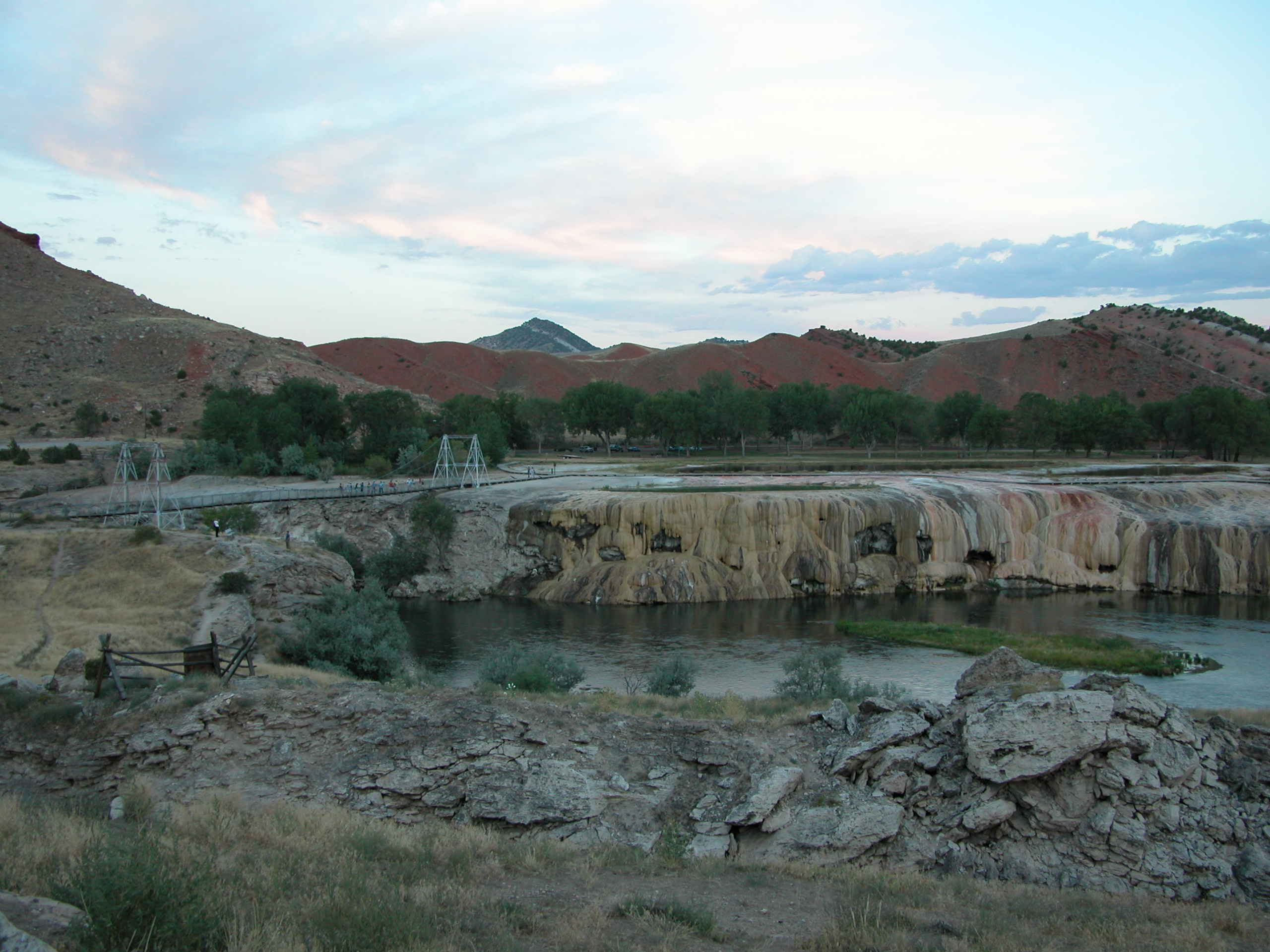
Swinging Bridge über den Bighorn River und Travertinkaskaden
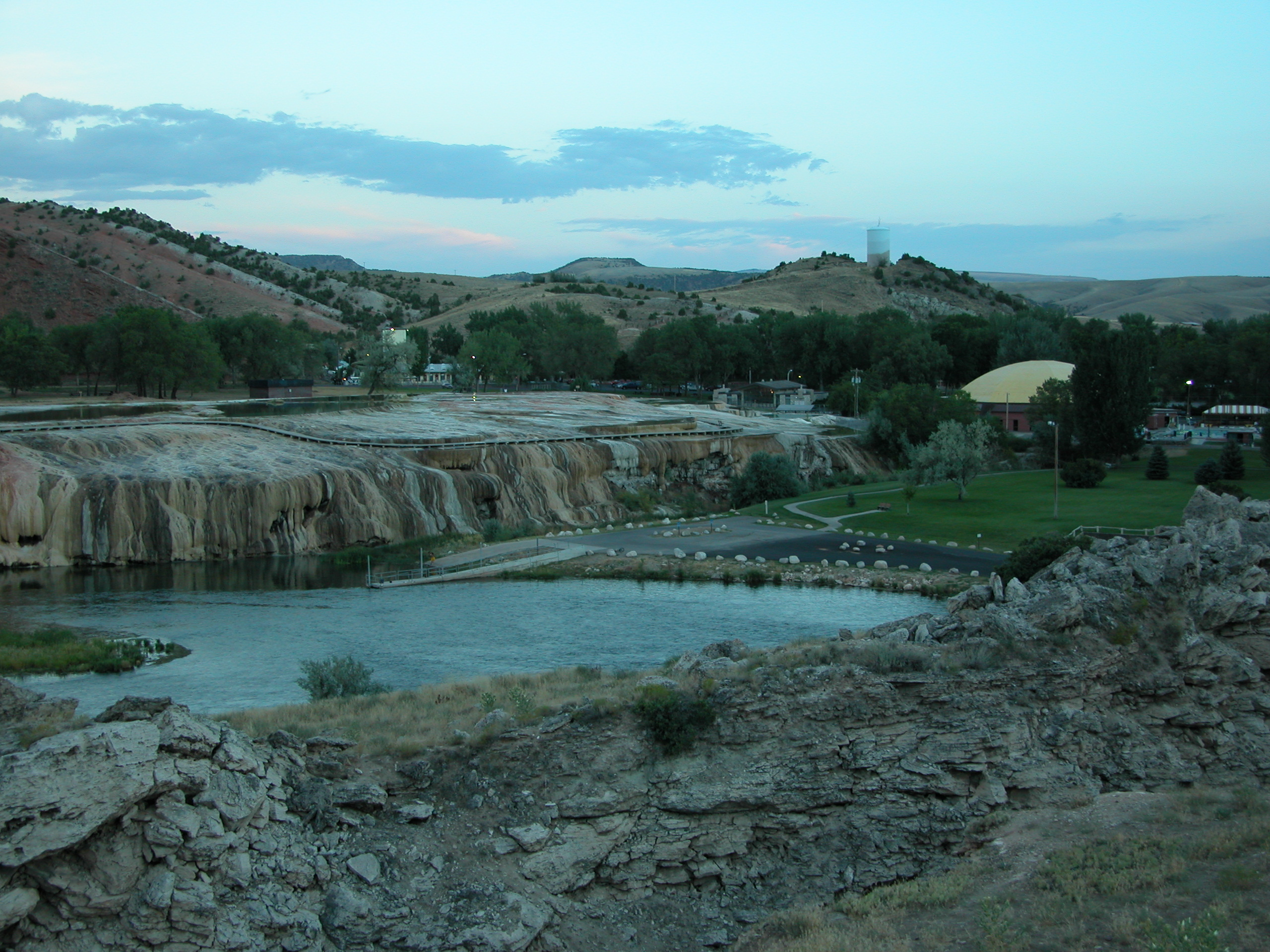
Travertinkaskaden, Bootsrampe, Parkanlage und Badeanstalt
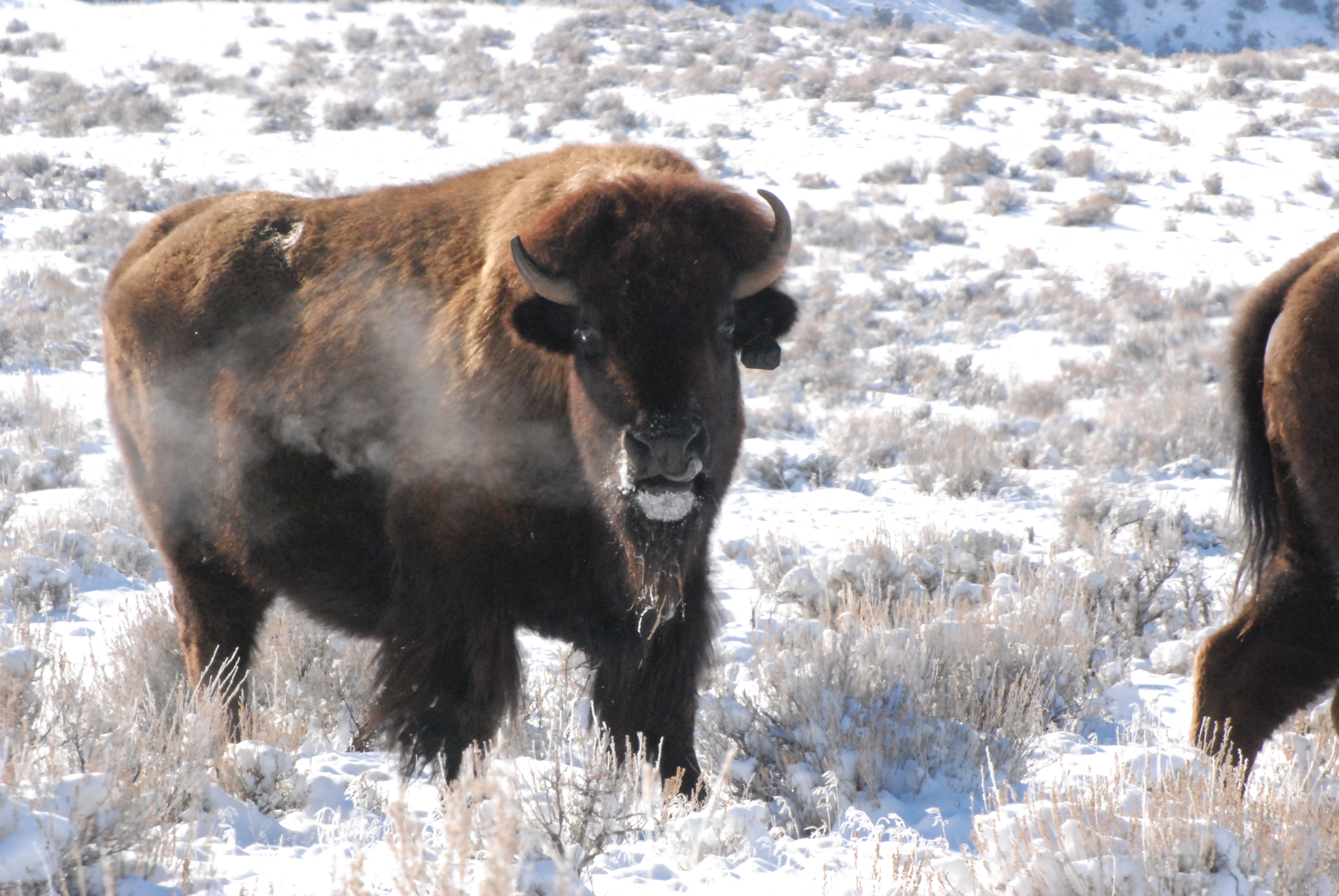
Bison im Hot Spring State Park